# Referendo sobre a independência de Chuuk
Um referendo de independência está programado para ser realizado no Estado de Chuuk, nos Estados Federados da Micronésia. A votação havia sido originalmente planejada para 3 de março de 2015 como parte das eleições federais de 2015, mas foi adiada pelo governador Johnson Elimo e remarcada para 5 de março de 2019, juntamente com as eleições federais de 2019.
Em 22 de fevereiro de 2019, o governo da Micronésia anunciou que a votação foi novamente adiada para março de 2020. Porém, foi adiado para 2022 e, posteriormente, foi adiado para uma data não definida e atualmente é incerto se este referendo será realizado.

## Antecedentes
A Legislatura de Chuuk encomendou um relatório sobre o status do estado da Comissão de Estado Político do Estado de Chuuk. A Comissão considerou várias outras opções além da independência, mas decidiu que elas eram "impraticáveis, irreais ou impossíveis". O status da Commonwealth foi demitido devido à falta de controle político total.
No final de fevereiro de 2015, a votação foi adiada pelo governador Johnson Elimo, com o Escritório de Relações Públicas declarando que mais consultas e conscientização eram necessárias. Em 22 de fevereiro de 2019, funcionários do Estado anunciaram que o referendo havia sido novamente adiado. Agora está agendado para março de 2020.

## Campanha
O presidente da Micronésia, Manny Mori, fez campanha contra a independência de Chuuk, alegando que a Constituição não permitia a secessão e que um voto "sim" provavelmente levaria a uma "longa batalha legal". No entanto, a Comissão alegou que Chuuk tem o direito de declarar independência ao abrigo do direito internacional, seguindo o precedente do Kosovo.